# Thomas Coomans de Brachène
 (janvier 2013).
Si vous disposez d'ouvrages ou d'articles de référence ou si vous connaissez des sites web de qualité traitant du thème abordé ici, merci de compléter l'article en donnant les références utiles à sa vérifiabilité et en les liant à la section « Notes et références ».
Thomas Coomans ou Thomas Coomans de Brachène (Etterbeek, 20 juillet 1962) est un historien de l'art et archéologue belge, spécialisé en histoire de l'architecture religieuse, archéologie du bâti, conservation du patrimoine bâti, et transferts architecturaux entre l'Europe et la Chine. Il est professeur ordinaire à la KU Leuven et directeur du Raymond Lemaire International Centre for Conservation.

## Biographie
Thomas Coomans étudie aux Facultés Universitaires de Namur et à l'Université catholique de Louvain et obtient les diplômes de candidat en histoire, candidat en histoire de l'art et archéologie, licencié en histoire de l'art et archéologie, agrégé de l'enseignement secondaire supérieur, ainsi qu'un doctorat en histoire de l'art et archéologie (1997). Il est lauréat de la Fondation belge de la vocation (1992) et de la Fondation wallonne Pierre-Marie et Jean-François Humblet (2002).
Après avoir été assistant et chargé de cours à l'Université catholique de Louvain, puis chercheur post-doctoral à l'Université de Leyde (Onderzoeksschool Mediëvistiek) (1998-2000), au KADOC Centre de recherche et de documentation sur la religion, la culture et la société (2001-2005) et au Vlaams Instituut voor het Onroerend Erfgoed (2006-2008), il est professeur d'histoire de l'architecture et de conservation du patrimoine à la Vrije Universiteit Brussel (2005-2010) et enseigne l'histoire de l'urbanisme à l'Institut Supérieur d’Urbanisme et de Rénovation Urbaine (2008-2012). Il a été chercheur au Netherlands Institute for Advanced Study (2010) et professeur associé à The Chinese University of Hong Kong, School of Architecture (2012-2015). Il est également chercheur associé à la Chaire de recherche du Canada en patrimoine urbain (Université du Québec à Montréal).
Depuis 2010, il appartient au corps académique de la KU Leuven en tant que professeur, et enseigne au département d'Architecture (faculté d’ingénierie), attaché à l'unité de recherche en histoire de l'architecture et conservation du patrimoine. Il enseigne également dans le programme international du Raymond Lemaire International Centre for Conservation (Master in Conservation of Monuments and Sites) dont il est directeur de programme depuis 2019. Il a enseigné à l'École d'Archéologie et de Muséologie de l'Université de Pékin (2016) et a été professeur invité à The Beijing Institute for Humanities and Social Sciences (2017).

## Publications
Il est l'auteur et/ou (co)éditeur de 19 livres et de plus de 130 articles et chapitres de livres.

### Ouvrages
- 2025 : J. Van Mulder, Th. Coomans & D. Vanysacker (dir.), Cross Cultural Heritage. Critical Approaches to Missionary Legacy (Leuven Studies in Mission and Modernity 4), Louvain: Leuven University Press, 2025, 292 p.  (ISBN 9789462704435).
- 2024 : Th. Coomans (dir.), Missionary Spaces. Imagining, Building, Contesting Christianities in Africa and China, 1830s-1960s (KADOC Artes 17), Louvain: Leuven University Press, 2024, xxxi + 260 p.  (ISBN 9789462701441).
- 2023 : 高曼士 [Th. Coomans], 佘山教堂寻踪: 朝圣建筑和历史图景 [Tracing the Sheshan church: Pilgrimage architecture and landscape], (series 开放的上海城市建筑史丛书 / Open Shanghai Urban Architecture History 3), Shanghai: Tongji University Press, 2023, 303 p.  (ISBN 9787576508161).
- 2021 : R. Wibaut, Th. Coomans & I. Wouters, Un patrimoine insoupçonné. Charpentes en bois, métal et béton armé dans les églises de la Région de Bruxelles-Capitale, 1830-1940 (urban.research, 1), Bruxelles: urban.brussels, 250 p.  (ISBN 978-2-87584-195-7)http://patrimoine.brussels/liens/publications-numeriques/etudes/urban-research-001
- 2019 : Th. Coomans, B. Cattoor & K. De Jonge (dir.), Mapping Landscapes in Transformation. Multidisciplinary Methods for Historical Analysis, Leuven University Press, 373 p.  (ISBN 978-94-6166-283-5).
- 2019 : 徐怡涛 [Xu Yitao], 高曼士 [Th. Coomans] & 张剑葳 [Zhang Jianwei] (dir.), 建筑考古学的体与用/ Essence and Applications of Building Archaeology in China and Europe, 北京大学中国考古学研究中心稽古系列丛书 [Peking University Ancient Chinese Archaeology Research Centre Series, 4, Building Archaeology Collected Papers, 1], Pékin: 中国建筑工业出版社 [China Architecture and Building Press], 218 p.  (ISBN 978-7-112-23157-7).
- 2018 : Th. Coomans, Life inside the Cloister. Understanding Monastic Architecture: Tradition, Reformation, Adaptive Reuse, Leuven University Press, 176 p.  (ISBN 978-94-6270-143-4)
- 2016 : 高曼士 [Th. Coomans] & 徐怡涛 [Xu Yitao], 舶来与本土——1926年法国传教士所撰中国北方教堂营造之研究 / Building Churches in Northern China. A 1926 Handbook in Context, Pékin: 知识产权出版社 [Intellectual Property Rights Publishing House], 449 p.  (ISBN 978-7-5130-4144-7)
- 2015 : L. Noppen, Th. Coomans & M. Drouin (dir.), Des couvents en héritage / Religious Houses: A Legacy, Presses de l'Université du Québec, 501 p.  (ISBN 978-2-7605-4354-6):
- 2014 : J.-S. Sauvé & Th. Coomans (dir.), Le devenir des églises. Patrimonialisation ou disparition, Presses de l'Université du Québec, 225 p.  (ISBN 9-782760-541764)
- 2012 : Th. Coomans, H. De Dijn, J. De Maeyer, R. Heynickx & B. Verschaffel (dir.), Loci Sacri. Understanding Sacred Places, Leuven University Press, 284 p.  (ISBN 978-90-5867-842-3)
- 2008 : Th. Coomans & Anna Bergmans (dir.), In Zuiverheid leven. Het Sint-Agnesbegijnhof van Sint-Truiden, Bruxelles: VIOE, 479 p.  (ISBN 978-90-7523-000-0)
- 2008 : Th. Coomans & Harry van Royen (dir.), Medieval Brick Architecture in Flanders and Northern Europe: The Question of the Cistercian Origin (Novi Monasterii, 7), Gand: Academia Press, 329 p.  (ISBN 978-90-382-1293-7)
- 2007 : Th. Coomans & J. De Maeyer (dir.), The Revival of Mediaeval Illuminating in the Nineteenth Century / Le renouveau de la miniature médiévale au XIXe siècle, Leuven University Press, 336 p.  (ISBN 978-90-5867-591-0)
- 2006 : L.K. Morisset, L. Noppen & Th. Coomans (dir.), Quel avenir pour quelles églises? / What Future for which Churches?, Presses de l'Université du Québec, 608 p.  (ISBN 2-7605-1431-5)
- 2002 : Th. Coomans (dir.), La Ramée. Abbaye cistercienne en Brabant wallon, Bruxelles: Éditions Racine, 232 p.  (ISBN 2-87386-282-3)
- 2000 : Th. Coomans, L’abbaye de Villers-en-Brabant. Construction, configuration et signification d'une abbaye cistercienne gothique, Bruxelles: Éditions Racine & Cîteaux, 624 p.  (ISBN 2-87386-200-9)
- 1997 : M. Buyle, Th. Coomans, J. Esther & L.Fr. Genicot, Architecture gothique en Belgique, Bruxelles: Éditions Racine, 240 p.  (ISBN 2-87386-119-3)
- 1992 : Th. Coomans, Les plans des monuments belges rassemblés par le Service du Répertoire des Biens Culturels (1952-1960) et conservés aux Musées Royaux d'Art et d'Histoire à Bruxelles (Archives Générales du Royaume, Fonds conservés hors des Archives de l'État, 2), Archives générales du Royaume, 265 p.([D/1992/0531/6)

### Photographie
- 2024 : Th. Coomans, Cosmic Onions in a Noble Landscape, Louvain: Peeters  (ISBN 978-94-927-7180-3)
- 2020 : Th Coomans, Corona Castle. A Sleeping Beauty, Louvain: KU Leuven, Departement Architectuur  (ISBN 978-90-8282-597-8)
- 2011 : Th. Coomans, Stimulerende ambiguïteit. Ogen-blikken op de Ziel van Holland / Stimulating Ambiguity. View-Points on the Soul of Holland, Groningen: Philip Elchers  (ISBN 978 90 5048 109 0)

En 2007, il fonde et dirige la collection Architectura Medii Aevi chez Brepols Publishers (14 titres parus). Il est membre de comités de rédaction de revues scientifiques internationales : Bulletin monumental (Société française d'archéologie); Cîteaux commentarii cistercienses: Revue d'histoire cistercienne / Journal of Historical Studies, ainsi que de la Revue Belge d'Archéologie et d'Histoire de l'Art / Belgisch Tijdschrift voor Oudheidkunde en Kunstwetenschappen, et Built Heritage (Tongji University Press).

## Membre
- Koninklijke Vlaamse Academie van België voor Wetenschappen en Kunsten (depuis 2011)
- Académie royale d'archéologie de Belgique (depuis 2001)
- ICOMOS international (depuis 2003), comité scientifique international PRERICO
- KADOC, KU Leuven, Centre de recherche et de documentation sur la religion, la culture et la société, commission scientifique (de 2007 à 2022)
- Europäische Romanik Zentrum, comité scientifique
- Future for Religious Heritage, The European network for historic places of worship (cofondateur et administrateur de 2011 à 2019)
- Commission royale des Monuments et des Sites, Région de Bruxelles-Capitale (de 2004 à 2015)
- Commission royale des Monuments, Sites et Fouilles, Région Wallonne, section Brabant-Wallon (de 1991 à 1998)